# Danny Saucedo
Danny Saucedo (születési nevén Daniel Gabriel Alessandro Saucedo Grzechowski, Södermalm, Stockholm, 1986. február 25. – ) svéd énekes és zeneszerző, a Melodifestivalen döntőjének résztvevője 2011-ben, 2012-ben, 2021-ben és 2024-ben.

## Magánélete
Saucedo Stockholmban született lengyel apától és bolíviai anyától. Diákként a stockholmi Adolf Fredrik Zeneiskolába járt. A svéden kívül folyékonyan beszél angolul, spanyolul, lengyelül és franciául. Saucedo aktívan gyakorolja katolikus hitét.
Saucedo 2013 és 2019 között kapcsolatban volt Molly Sandén svéd énekesnővel, 2016-ban eljegyezték egymást. 2020 februárja óta Anna Eriksson modellel van kapcsolatban.

## Karrier
Először az Idol televíziós tehetségkutató műsor svéd változatában tűnt fel 2006-ban. A versenyt nem sikerült megnyernie – a hatodik helyig jutott. Első slágere, Tommy Nilsson Öppna din dörr című dalának feldolgozása a svéd kislemezlista 24. helyéig jutott.
Az Idol után nem sokkal már bandát alapított, két egykori versenytársával Erik Segerstedttel és Mattias Andréassonnal E.M.D. néven kezdtek el zenélni. Emellett a szólókarrierjén is dolgozott, és mind a poptrióval, mind egyedül kisebb-nagyobb sikereket ért el Svédországban.
2008 októberében Danny bejelentette, hogy új szólóalbumon dolgozik, amit a bejelentés után viszonylag hamar, 2008 karácsonyán meg is jelentetett. Az első kislemez, a Radio nagy sikereknek örvendett a svéd rádióknál, és az egész Set Your Body Free című album szép eredményeket hozott a svéd listákon. Dalszerzőként az Alcazarnak és a Pulse zenekarnak is írt dalokat.
Saucedo részt vett a Let's Dance 2008 című televíziós műsorban (a Dancing with the Stars svéd változatában). 2008 szeptemberében Saucedo Jeanette Carlsson profi táncosnővel együtt részt vett a 2008-as Eurovíziós Táncversenyen. A pár a tizenkettedik helyezést érte el a szeptember 6-i glasgowi döntőben.
2011-ben bekerült a Melodifestivalen mezőnyébe. In the Club című versenydalát először a február 5-i második elődöntőben adta elő Luleåban, ahol az első helyen végezve jutott tovább a döntőbe. A döntőt március 12-én rendezték, ahol fellépési sorrendben elsőként lépett fel. A szavazás során a nemzetközi zsűrinél a második helyen végzett 79 ponttal, míg a nézők szavazatai alapján is a második helyezett lett 70 ponttal. Összesítésben 149 pontot szerzett, 44 ponttal maradt le a győztes Eric Saade mögött. A 2011-es Eurovíziós Dalfesztiválon Saucedo közlte a svéd zsűri és közönségszavazás pontjait a verseny döntőjében.
2012-ben ismét bekerült a Melodifestivalen mezőnyébe. Amazing című versenydalát először a február 25-i malmői negyedik elődöntőben adta elő. Az elődöntőből első helyezettként jutott tovább egyenesen a döntőbe. A március 10-i döntőben utolsóként adta elő a dalát, ahol a szavazáson 198 pontot sikerült összegyűjtenie (92-t a nemzetközi zsűriktől, 106-ot a nézőktől kapott), így összesítésben ismételten a második helyen végzett. 2013-ban Gina Dirawival közösen vezették a Melodifestivalent.
2016-ban Saucedo részt vett a Så mycket bättre című svéd TV-műsorban, amelyet a TV4 sugárzott. 2019-ben ismételten részt vett a műsorban. Az elmúlt években Svédországban turnézott, legutóbb a The Run(A)way Show-val, amely pozitív visszajelzéseket kapott a kritikusoktól. 2020 márciusában a Covid19-világjárvánnyal kapcsolatos aggodalmak közepette Saucedo egyes fellépéseit le kellett mondani.
2021-ben harmadszor bekerült a Melodifestivalen mezőnyébe. Dandi dansa című svéd nyelvű versenydalát először a február 6-i első elődöntőben adta elő. Az elődöntőből első helyezettként jutott tovább egyenesen a döntőbe. A március 13-i döntőben elsőként adta elő a dalát, ahol a szavazáson 74 pontot sikerült összegyűjtenie (39-et a nemzetközi zsűriktől, 35-öt a nézőktől kapott), így összesítésben a hetedik helyen végzett.
2023. december 1-jén jelentette be az SVT, hogy az énekes bejutott a versenydalával a Melodifestivalen következő évi mezőnyébe. A Happy That You Found Me című versenydalát először a február 24-én rendezendő negyedik elődöntőben adta elő Eskilstunában. A szavazás első fordulójában az első helyen végzett, így továbbjutott a március 9-i döntőbe, ahol 74 pontot sikerült összegyűjtenie (34-et a nemzetközi zsűriktől és 40-et a nézőktől kapott), mellyel összesítésben a hatodik helyen végzett.

## Diszkográfia

### Stúdióalbumok
- 2007 – Heart Beats
- 2008 – Set Your Body Free
- 2011 – In the Club
- 2015 – Hör vad du säger men har glömt vad du sa
- 2015 – Så mycket bättre – Tolkningarna

### Kislemezek
- 2006 - Öppna din dörr
- 2007 - Tokyo
- 2007 - Play it for the Girls
- 2007 - If only you
- 2007 - Hey
- 2008 - Hey (I've Been Feeling Kind of Lonely)
- 2008 - Radio
- 2009 - Need to know
- 2009 - All on you
- 2009 - Emely
- 2010 - Just Like That
- 2010 - In Your Eyes
- 2011 - In the Club
- 2011 - Tonight
- 2011 - Crash & Survive
- 2011 - If Only You
- 2012 - Amazing
- 2012 - I can see myself in you
- 2012 - All In My Head
- 2012 - Delirious
- 2013 - Todo El Mundo (Dancing In The Streets)
- 2015 - All You Need Is a Spark
- 2015 - Brinner i bröstet feat. Malcolm B
- 2015 – Dör för dig
- 2015 – Så som i himlen (A Tensta Gospel közreműködésében)
- 2016 – Hör vad du säger men jag har glömt vad du sa
- 2016 – Snacket på stan
- 2016 – Se mig
- 2016 – Skepp
- 2016 – Super 8
- 2016 – Öppna upp dit fönster
- 2016 – För kärlekens skull
- 2017 – Jag får inte nog
- 2017 – Dansa med mig
- 2018 – Undantag (Linda Pira közreműködésében)
- 2019 – Tänker på mig (A Black Moose és Einár közreműködésében)
- 2019 – Hon är min (Erik Segerstedt és Mattias Andréasson közreműködésében)
- 2019 – Du vet att jag gråter
- 2019 – De ba livet
- 2020 – Ere bara jag
- 2020 – Kungar av december (Niellóval közösen)
- 2021 – Dandi dansa
- 2021 – Fan va har vi gjort... (Sabina Ddumbával közösen)
- 2021 – Om igen
- 2023 – Har du sett henne i blått
- 2024 – Happy That You Found Me